# Catherine Hadro
Catherine Hadro ist eine US-amerikanische Moderatorin und Journalistin. Sie war von 2016 bis 2021 Moderatorin bei EWTN Pro-Life Weekly und ist seit Juni 2024 die Moderatorin von EWTN News In Depth.

## Leben
Im Alter von zehn Jahren begann Hadro als Lektorin bei Messen in der Espiritu Santo Catholic School in Safety Harbor mitzuwirken. Nach eigenen Angaben beeinflussten sie in der Jugend Barbara Walters, Larry King und die Gründerin von EWTN, Mutter Angelica. Hadro studierte an der Florida State University. Sie beendete das Studium im Frühling 2013 mit einem Abschluss in Kommunikationsmarketing und dem Nebenfach Wirtschaft. Während der Zeit des Studiums arbeitete sie nach eigenen Angaben in einer lokalen Werbeagentur.
Sie arbeitete später für EWTN, einen römisch-katholisch orientierten religiösen Sender und war nach eigener Angabe an der Gründung von EWTN News Nightly beteiligt. 2016 begann sie als Moderatorin und Hauptautorin der neu eingerichteten Sendung Pro-Life Weekly zu arbeiten. Die erste Sendung erschien eine Woche nach der Amtseinführung von Donald Trump 2017. Sie sah sich selbst als katholische junge Frau, der mit der Moderation die Chance gegeben wurde, als Befürworterin und Sprachrohr für die Lebensrechtsbewegung aufzutreten. Nach ihrem Wunsch soll die Sendung eine Möglichkeit der Pro-Life-Bewegung sein, für die Arbeit der Bewegung neue Energie zu bekommen, indem die Sendung die Bewegung stärkt. Dabei berichtete Hadro in ihrer Sendung über Maßnahmen, die sie für lebensbejahend hält, wie die Wiedereinführung der Mexico City Policy und kritisierte etwa die Wiederaufnahme der Hinrichtungen auf Bundesebene. Zur Präsidentschaft von Joe Biden berichtete sie insbesondere über seine Ansichten im Bezug auf das katholische Lehramt und die Frage des Beginns des Lebens.
Hadro beschreibt, dass im Rahmen der Redaktion von EWTN Pro-Life Weekly die Identität der Redaktionsmitarbeiter nicht durch politische Parteilinien geprägt sei, sondern durch Christus und seine Kirche.
Im Dezember 2021 beendete sie ihre Moderationstätigkeit bei EWTN und arbeitet nun wieder nur als Redakteurin. Sie hat während ihrer Zeit bei EWTN Pro-Life Weekly über 200 Sendungen moderiert und dabei mit Senatoren, Gouverneuren und anderen Politikern, wie Mike Pompeo, Interviews geführt. Ihre Nachfolgerin wurde im Januar 2022 Prudence Robertson. Am 21. Juni 2024 übernahm sie als Nachfolgerin von Montse Alvarado die Moderation von EWTN News In Depth.
Im Mai 2022 äußerte sie sich zu der Mitteilung von Erzbischof Salvatore Cordileone an Nancy Pelosi, dass Pelosi aufgrund ihrer Haltung zu Abtreibung die Eucharistie nicht mehr empfangen dürfe, und unterstützte dabei die Position des Erzbischofs. Sie lehnte den Vorwurf der politischen Instrumentalisierung der Eucharistie ab und stufte die Mitteilung als pastorale Handlung ein.
Sie arbeitete als Sprecherin der Proposition No-Kampagne im Rahmen der Abstimmung über das Verfassungsreferendum 2022 in Kalifornien über die Aufnahme eines verfassungsrechtlichen Recht auf Abtreibung.
Sie sprach bei verschiedenen Veranstaltungen, so unter anderem als einer der Hauptsprecher bei der 2022 Konferenz der Young Catholic Professionals oder dem California March for Life 2023. Hadro trat für das Value them Both Amendment ein. Ebenso schrieb sie Artikel für unterschiedliche Medien, wie das America Magazine, The Washington Examiner und The National Catholic Register.

## Privates
Sie ist verheiratet und hat drei Geschwister.